# نظافت
نظافت یا تمیزکاری (به انگلیسی: Cleaning) فرایند پاک کردن مواد ناخواسته مانند آلودگی‌ها، عوامل عفونی و سایر نا خالصی‌ها از یک شی یا محیط است. تمیزکاری در زمینه‌های متفاوت و با روش‌های مختلفی انجام می‌شود. مشاغل مختلفی به نظافت اختصاص دارند.

## زمینه‌ها
نظافت در زمینه‌های مختلف تجاری، خانگی، شخصی، شرکتی و محیطی انجام می‌شود که از نظر مقیاس و نیاز متفاوت است.
- نظافت تجاری
  - تمیز کردن ترمینال، در تنظیمات مراقبت‌های بهداشتی
- اصلاح محیط زیست، حذف آلودگی‌ها یا آلاینده‌ها از محیط طبیعی
- خانه‌داری، از جمله نظافت بهار
- بهداشت، از جمله نظافت شخصی

## مواد و روش‌ها
تمیز کردن به‌طور گسترده‌ای از طریق عمل مکانیکی یا بوسیله حلال حاصل می شود. بسیاری از روش‌ها به هر دو فرایند متکی هستند.
- شستشو، معمولاً با آب و اغلب نوعی صابون یا مواد شوینده انجام می‌شود
  - شستشوی تحت فشار، استفاده از یک جریان فشار آب بالا
- انفجار ساینده، که به‌طور معمول برای از بین بردن مواد فله از سطح استفاده می‌شود، ممکن است برای از بین بردن آلاینده‌ها نیز استفاده شود
- تمیز کردن صوتی، استفاده از امواج صوتی برای لرزش ذرات سست شده از سطح
  - تمیز کردن التراسونیک، با استفاده از سونو گرافی، معمولاً از ۲۰–۴۰۰ کیلوهرتز
  - تمیز کردن مگاسونیک، مکانیزمی ملایم تر از تمیز کردن اولتراسونیک، استفاده شده در ویفر، ایمپلنت پزشکی و تمیز کردن قطعات صنعتی
- تمیز کردن دی‌اکسید کربن، خانواده ای از روش‌ها برای تمیز کردن قطعات و عقیم سازی با استفاده از دی‌اکسید کربن در مراحل مختلف آن
- تمیز کردن خشک لباس و منسوجات، استفاده از یک حلال شیمیایی غیر از آب
- تمیز کردن شعله از فولاد ساختاری با شعله اکسی استیلن
- تمیز کردن سبز، استفاده از روش‌ها و محصولات سازگار با محیط زیست
- تمیز کردن پلاسما، استفاده از پلاسمای پرانرژی یا پلاسمای تخلیه سد دی الکتریک که از گازهای مختلف ایجاد شده‌است
- تمیز کردن ناخنک‌ها، در خلأ uum با استفاده از پاشش فیزیکی سطح انجام می‌شود
- تمیز کردن بخار، در دو زمینه خانگی و صنعتی
- تمیز کردن حرارتی، در محیط‌های صنعتی، شامل تجزیه در اثر حرارت و اکسیداسیون
- تمیز کردن مرطوب، روش‌های شستشوی حرفه ای که از استفاده از حلال‌های شیمیایی جلوگیری می‌کند

## تمیز کردن (نظافت) در موارد مختلف
بعضی از وسایل و مواد به خاطر شکل، موقعیت مکانی یا خصوصیات مواد آن جسم و آلودگی‌ها، به تکنیک‌های تمیزکاری ویژه ای نیاز دارند.

### ساختمانها و زیرساخت‌ها
- نظافت ساحل
- قالی‌شویی
- تمیز کردن دودکش
- پاکسازی صحنه جرم
- نظافت خارجی
- نظافت کف
- برداشتن نقاشی دیواری
- تمیز کردن سقف
- تمیز کردن سیلو
- نظافت خیابان

### سایر موارد
- تمیز کردن سکه
- تمیز کردن جواهرات
- لباسشویی، شستن لباس و سایر منسوجات
- تمیز کردن قطعات، در صنعت
- قابلمه شویی، در سرویس غذا
- تمیز کردن دندان‌ها
- تمیز کردن لوله

## مشاغل مربوط به نظافت
مشاغل مختلفی شامل نظافت هستند، به‌طور کار کامل یا بعضی وقت‌ها هم میان سایر وظایف کاری محسوب می‌شوند.
- نظافت‌چی
- خانه‌دار (کارگر خانگی)
- سرایدار
- پرستار در منزل